# Visceral
Visceral es una banda de thrash argentina. La banda se había formado en la década de 1980.

## Historia

### Cerbero
Cerbero se formó en 1984. Su primera formación estaba conformada por:
- Antonio "El Tano" Romano en guitarra
- Alberto "Beto" Ceriotti en bajo
- Willy Caballero en batería y voz.

Al año, Claudio López y "Beto" Ceriotti abandonan la banda. De esta manera el bajista es reemplazado por Karlos Cuadrado y las voces pasan a estar a cargo de Willy Caballero pasando a formar la siguiente formación:
- Antonio "El Tano" Romano en guitarra
- Carlos Kuadrado en bajo
- Willy Caballero en batería y voz

Con ésta formación el grupo es reconocido entre el público argentino de heavy metal de esa época y si bien no llegó a grabar ningún disco, grabó 2 demos:
- Un demo en formato casete con 4 temas en estudio (1985)
- Un demo en vivo en el "Colegio Casal Calviño" junto a "Abad" titulado "En Vivo 1986" (1986)

Además participaron del "Under Metal Fest" junto a reconocidas bandas de la época, tales como "Mark 1", "666", "Dr Jekyll", Nepal y "Belcebu".
"El Tano" Romano dejó la banda en 1987 para unirse a Hermética, el nuevo proyecto de Ricardo Iorio al separarse V8 en 1987. Al disolverse Hermética en 1994, "El Tano" Romano volvió a convocar a Carlos Kuadrado para formar Malón.

### Visceral
Al separarse Malón en 1998, debido a los deseos de Claudio O'Connor de comenzar su carrera solista, Carlos Kuadrado y "El Tano" Romano volvieron a juntarse con Willy Caballero, reviviendo Cerbero, pero modificando su nombre por el de "Visceral". Con el cambio de nombre hubo también un cambio en el estilo de la banda, que pasó de hacer speed/black metal a thrash/heavy metal.
Visceral se presentó en vivo por unos años y grabó dos discos. Fueron reconocidos por los fanes como la banda más similar a Malón de las 3 (Visceral, Simbiosis y O'Connor) que surgieron de dicho grupo.
"El Tano" Romano volvió a abandonar la banda en 2001, pero en esta ocasión junto a Carlos Kuadrado, para ambos participar de una reunión estable de Malón, aunque sin Claudio O'Connor, siendo éste reemplazado por Eduardo Ezcurra. Sin embargo, la misma duró relativamente poco tiempo, ya que se separó nuevamente en diciembre del año 2002. Nueve años más tarde Malón se volvió a reunir con sus integrantes fundadores. En 2011 regresó, luego de 13 años de ausencia, con un recital en el Estadio Cubierto Malvinas Argentinas el 18 de diciembre con su formación original.

## Única formación de Visceral
- Antonio "El Tano" Romano en guitarra
- Carlos Kuadrado en bajo
- Willy Caballero en batería y voz

## Discografía
- Visceral — 1998
- Arrancado del sistema — 2001